# Suillus collinitus
Suillus collinitus (Elias Magnus Fries, 1838 ex Otto Kuntze,1898) din încrengătura Basidiomycota în familia Suillaceae și de genul Suillus, este o ciupercă comestibilă destul de răspândită care coabitează, fiind un simbiont micoriza (formează micorize pe rădăcinile arborilor). Buretele este denumit în popor pitoașcă fără inel. Trăiește în România, Basarabia și Bucovina de Nord pe sol calcaros mai uscat și călduros, de obicei în grupuri mari, uneori în tufe, în păduri de conifere, în special la marginea lor, sub pini adesea între ienupăr, în plantaje de pin, chiar și prin pășuni și parcuri în apropierea unui arbore simbiont, din septembrie până toamna târziu înaintea primului ger.

## Taxonomie

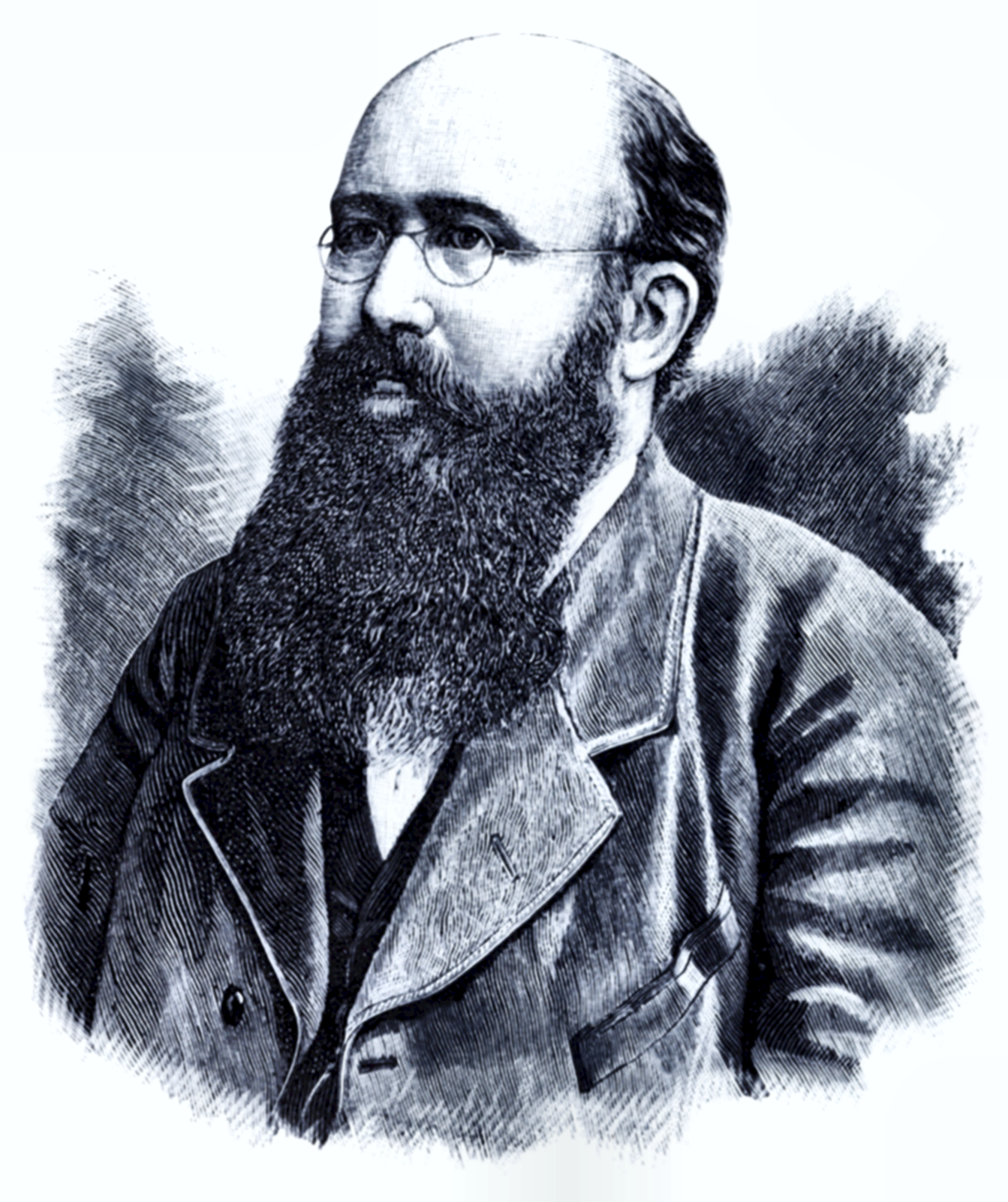
Otto Kuntze

Numele binomial Boletus collinitus a fost determinat de renumitul savant suedez Elias Magnus Fries, de verificat în cartea sa Epicrisis systematis mycologici, seu synopsis hymenomycetum din 1838.
Apoi, în 1898, micologul german Otto Kuntze a transferat specia corect la genul Suillus sub păstrarea epitetului, publicat în volumul 3 al operei sale Revisio generum plantarum:vascularium omnium atque cellularium multarum secundum leges nomenclaturae internationales cum enumeratione plantarum exoticarum in itinere mundi collectarum, fiind numele curent valabil (2021).
De asemenea, denumirea Suillus fluryi a micologului olandez Hendrik Sijbert Cornelis Huijsman (1900-1986) publicată în volumul 47 al jurnalului  Schweizerische Zeitschrift für Pilzkunde - Bulletin Suisse de mycologie din 1969, se găsește în cărți micologice, dar nu pe scară largă. Aceasta ca și toate celelalte taxoane referitoare la această specie sunt acceptate sinonim.
Numele generic se trage din cuvântul (latină suillus= diminutiv de suinus= porcesc, de la sus=porc), iar epitetul este derivat din cuvântul (latină collinitusus=uns, uns cu ceva, murdărit), fiind o referință la natura grasă a cuticulei.

## Descriere

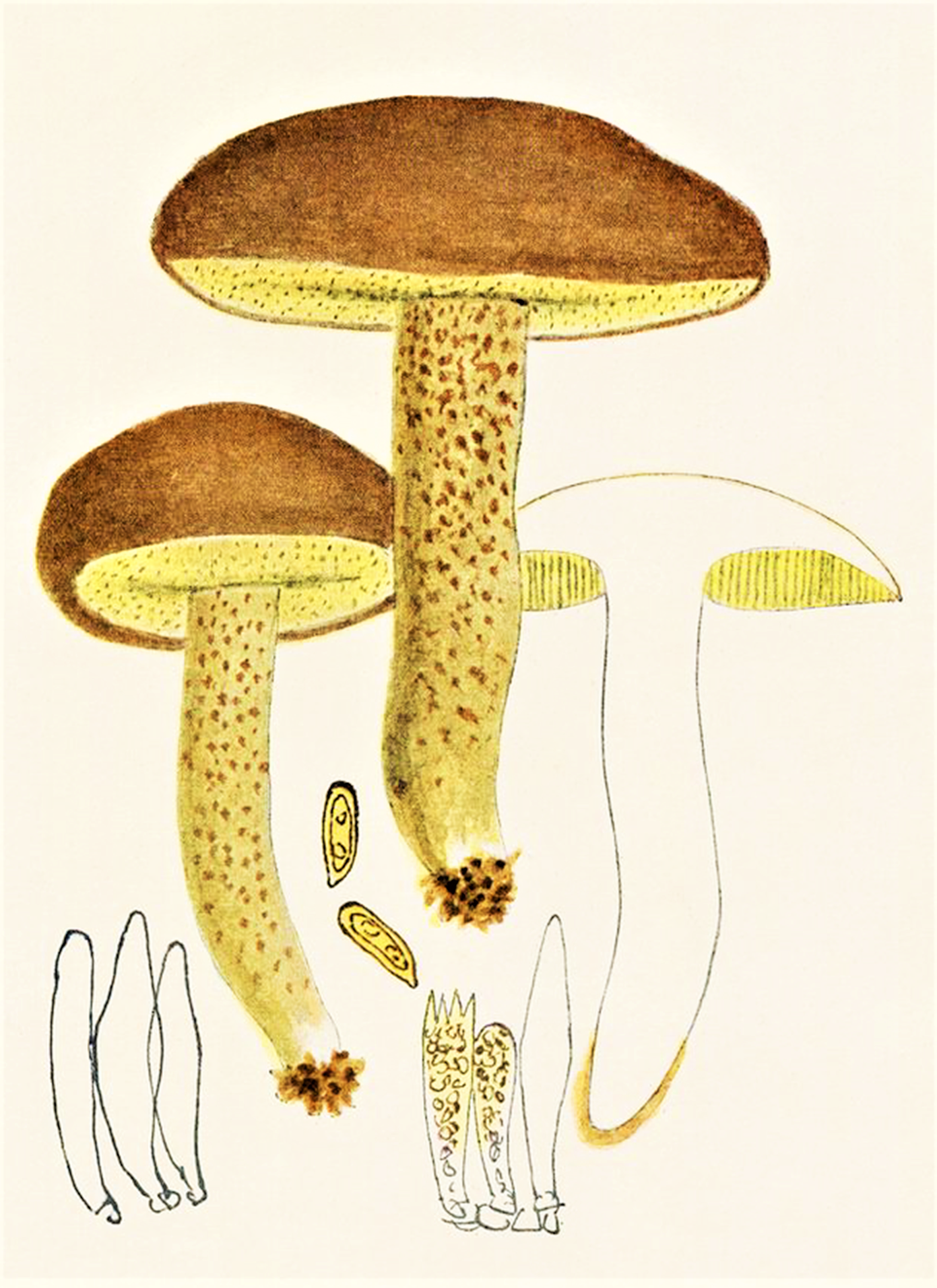
Bres.: Boletus collinitus

- Pălăria: are un diametru de 4-12 (15) cm, este cărnoasă, fiind inițial emisferică și acoperită de un văl alb trecător, apoi convexă, în sfârșit aplatizat-convexă, ușor neregulată sau chiar lobată, iar marginea este adesea ondulată și nu rar ceva adâncită în centru. Marginea la început răsucită spre inferior devine cu timpul ascuțită și la bătrânețe ondulată. Dacă bureții cresc în smocuri dezvoltă inevitabil capace distorsionate, uneori cu porii care se aruncă în sus pe o parte, în timp ce pe partea opusă rămân sub nivelul solului. Cuticula, a cărei colorit prezintă diferite nuanțe de maro-gălbui până maro-roșiatic (la început mai roșiatic, apoi mai brun) este netedă, încarnat fibroasă radial, fiind pe vreme frumoasă lucioasă și lipicioasă, la umezeală vâscoasă. Ea poate fi îndepărtată ușor de picior. După decojire carnea suprafeței arată o fibrilație maronie.
- Tuburile: sunt galbene, mai târziu aproape măslinii, lungi de până la 3 cm lângă tijă și arcuit aderate la picior.
- Porii: sunt la început slab gălbui și înguști, dar se lărgesc cu avansarea în vârstă, devenind neregulat rotund-unghiulari de mărime diferită, brun-gălbui până măslinii. Ei emit în tinerețe picături (lăcrimioare) limpede.
- Piciorul: are o înălțime de 4-7 cm și o lățime de 1,5-2 (2,5) cm, este cilindric, plin, ferm, pal până la galben mediu, cu picături limpede de culoarea chihlimbarului în tinerețe care, odată uscate, rămân drept punctulețe brun-roșiatice. Baza piciorului precum miceliul sunt rozalii. Nu prezintă un inel.
- Carnea: albicios-gălbuie până galbenă este la început densă și slab elastică, dar se înmoaie cu maturitatea avansată devenind friabilă. Nu se decolorează după tăiere. Mirosul este plăcut, slab fructuos, amintind ceva la cel de ciuperci și gustul blând, plăcut slab-amărui.[4][5]
- Caracteristici microscopice: are spori netezi în formă de migdale alungite, hialini (translucizi) până slab gălbui, cu două picături uleiase în interior, măsurând 8-11 x 3,5-4 microni. Pulberea lor este deschis ocru-maroniu. Basidiile clavate și granulate pe interior cu 4 sterigme fiecare au o dimensiune de 22-25 x 7-8 microni. Cistidele (celule sterile, de obicei izbitoare, situate în stratul himenal sau printre celulele din pielița pălăriei și a piciorului, probabil cu rol de excreție) la vârful porilor ventricos măsoară 40-45 x 6-9 microni.[11]
- Reacții chimice: carnea se decolorează cu acid sulfuric ocru-portocaliu, cu Hidroxid de amoniu mai întâi roz, apoi mov, cu Hidroxid de potasiu roz de somon, iar cuticula încet brun, cu sulfat de fier gri-verzui și cu tinctură de Guaiacum gri.[12]

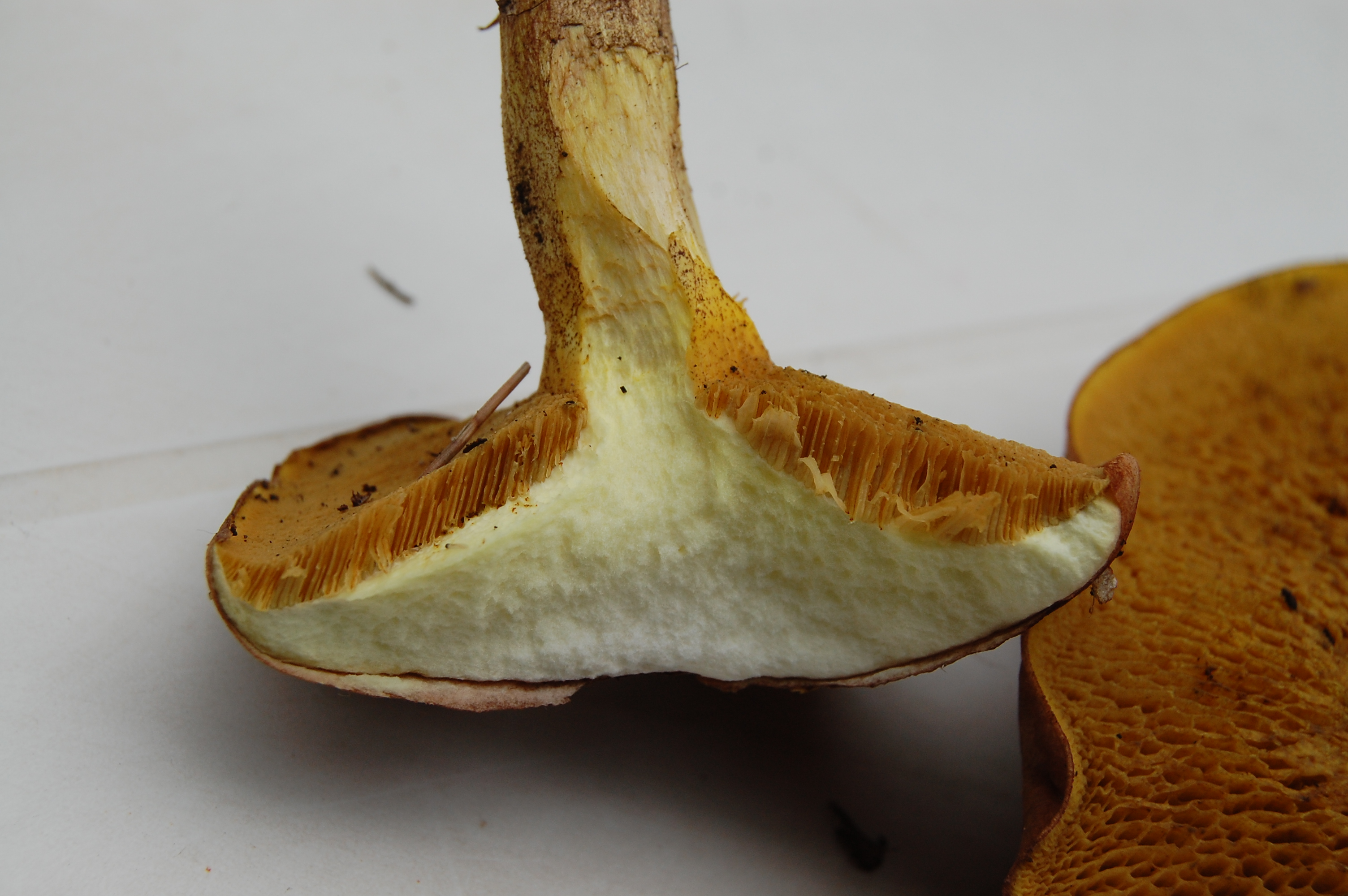
S. collinitus, secțiune longitudinală
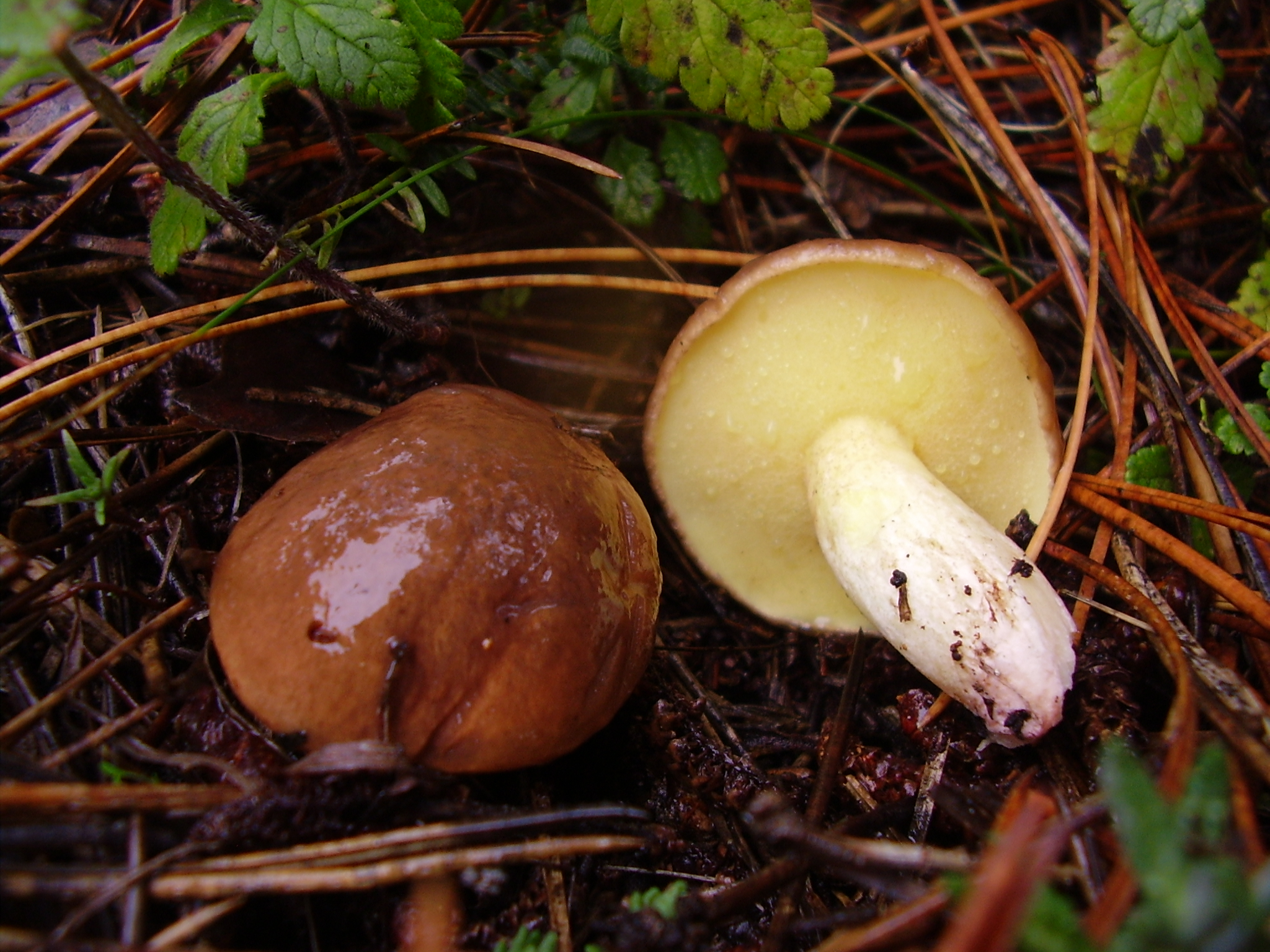
S. collinitus tineri, pălărie, lamele și picior
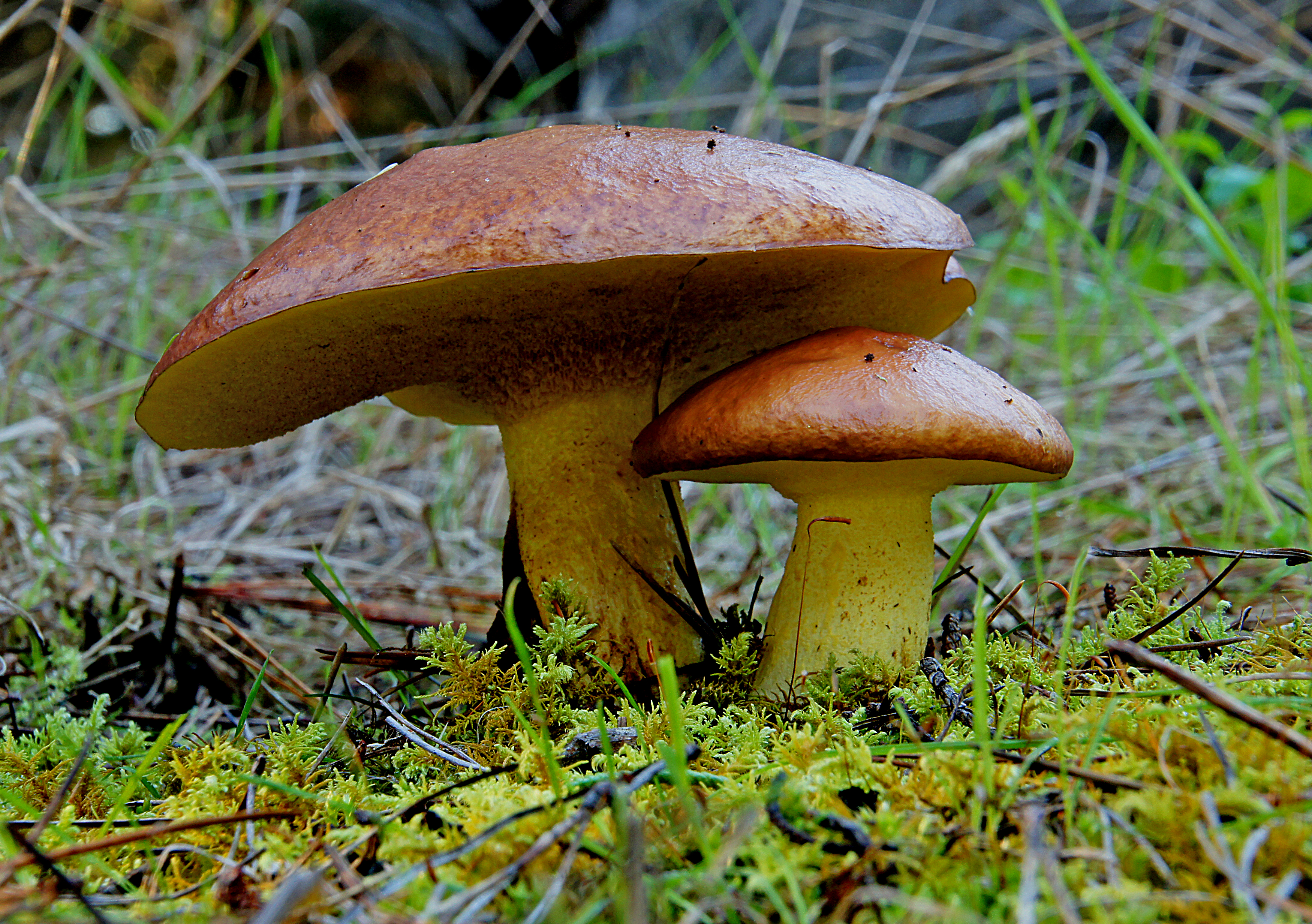
S. collinitus, aspect lateral
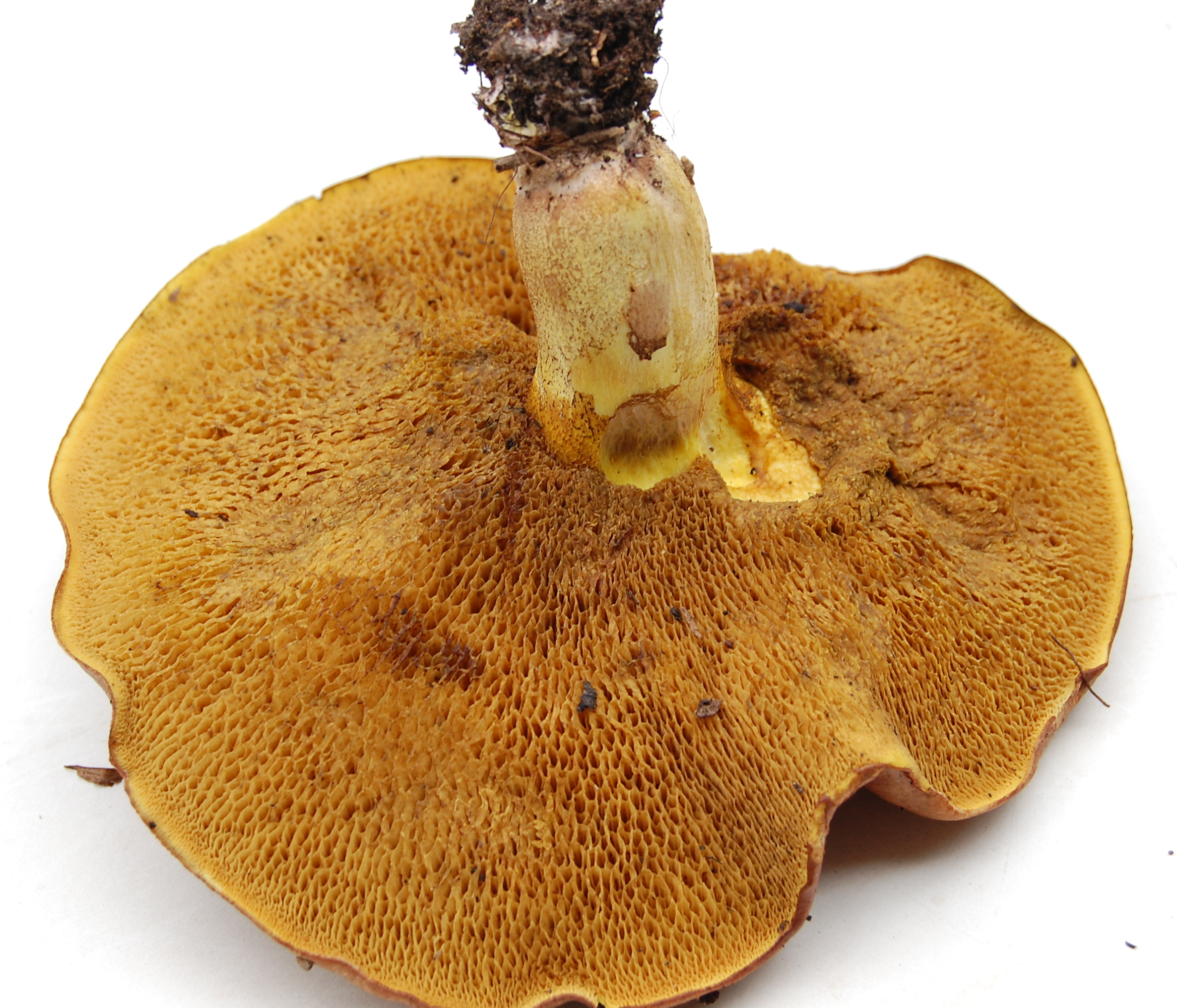
S. collinitus bătrân, lamele și picior
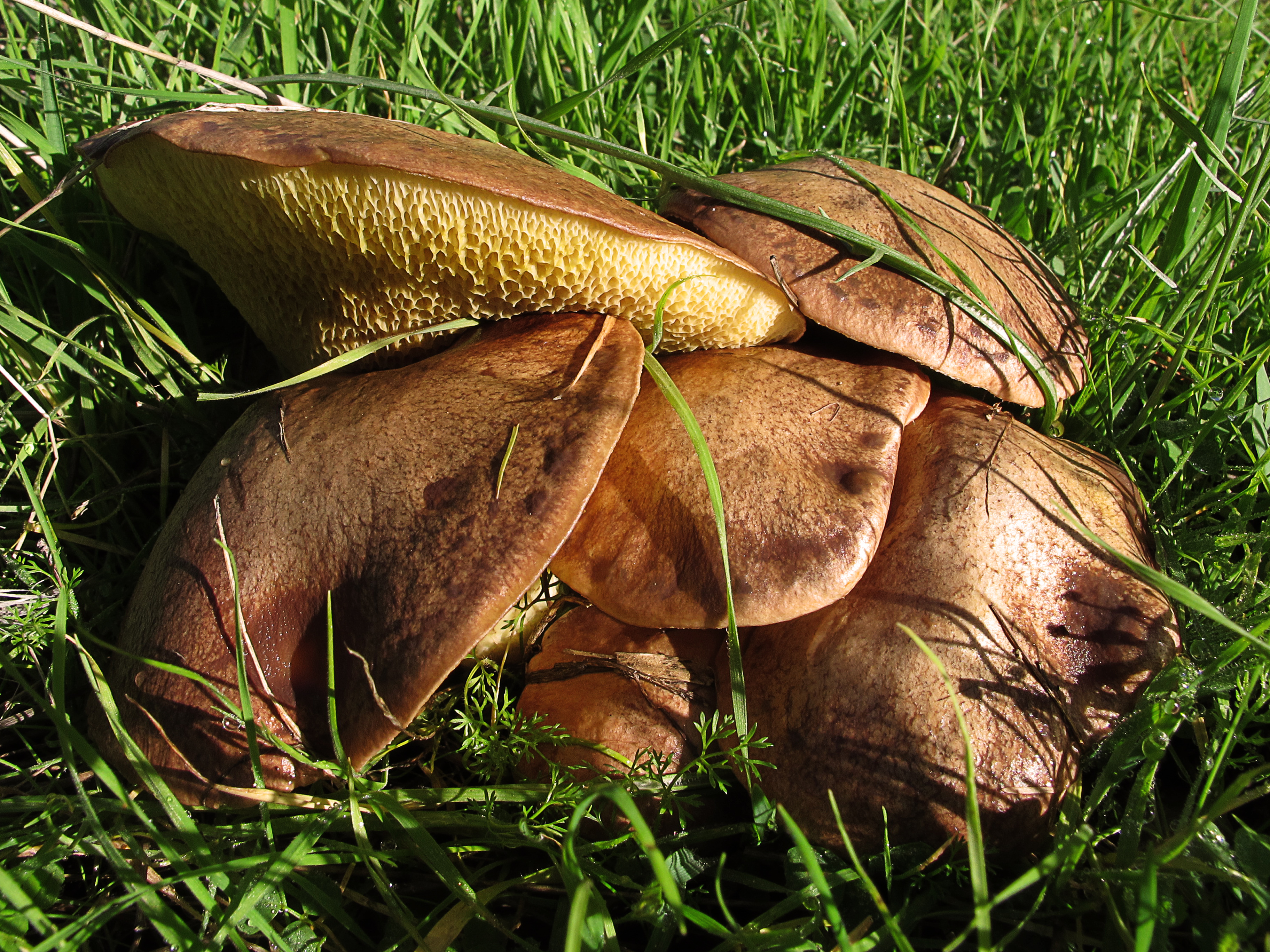
S. collinitus bătrâni

## Confuzii
Buretele poate fi confundat în special cu gemenul său Suillus granulatus (emană un lichid lăptos), dar de asemenea cu alte specii din genul Suillus precum soiuri foarte apropiate, cu toate comestibile, cum sunt: Buchwaldoboletus lignicola sin. Pulveroboletus lignicola, Chalciporus piperatus, sin. Boletus piperatus, Gomphidius  glutinosus, Gyrodon lividus, Suillus bovinus, Suillus bellini, Suillus bresadolae, Suillus flavidus, Suillus grevillei, Suillus luteus sin. Boletus suillus, Suillus mediterraneensis sin. Suillus leptopus, Suillus plorans, Suillus tridentinus, Suillus variegatus, Suillus viscidus, și Xerocomus ferrugineus sin. Boletus ferrugineus. sau Xerocomus subtomentosus.

## Specii asemănătoare în imagini

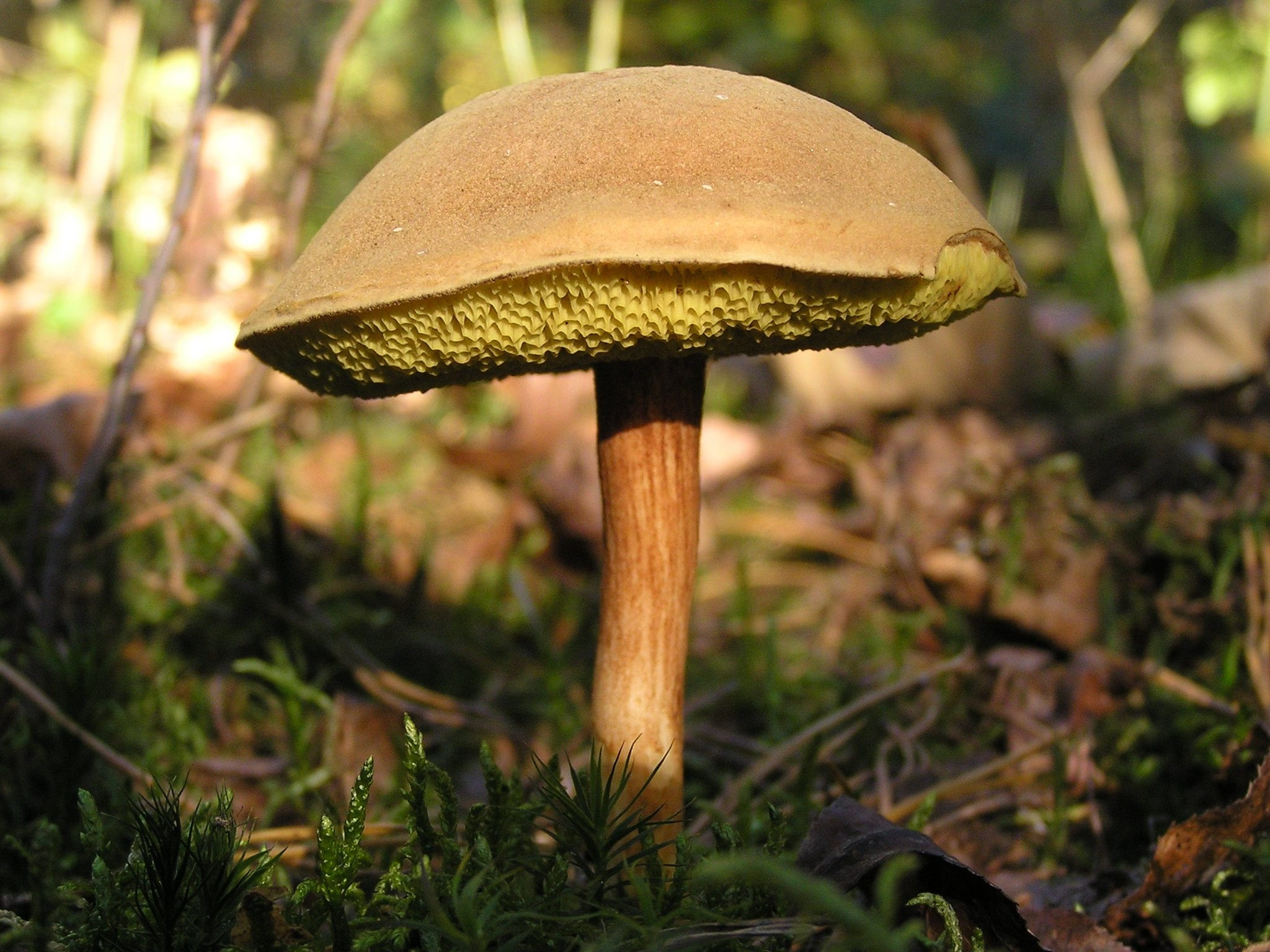
Boletus subtomentosus
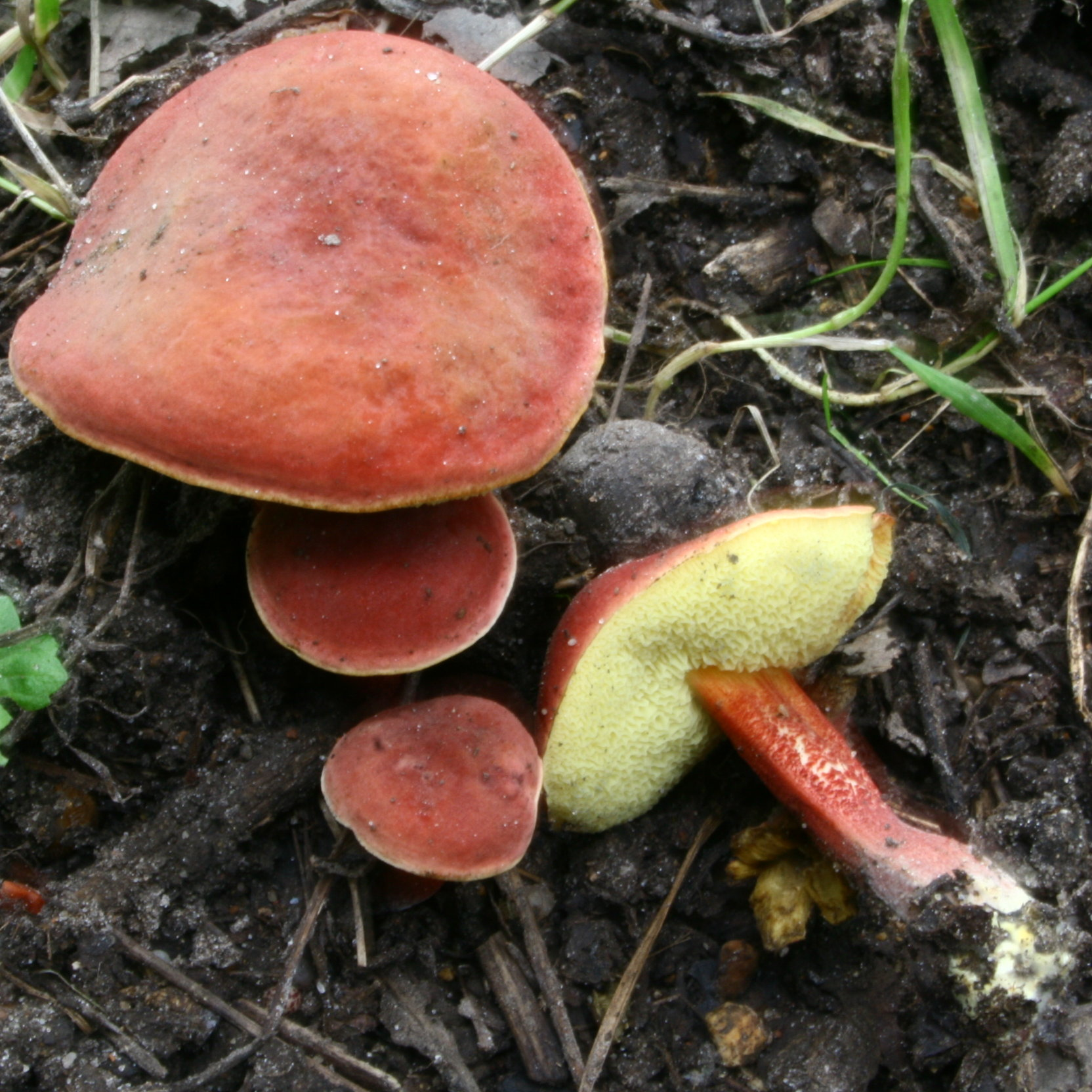
Boletus rubellus sin. Hortiboletus rubellus
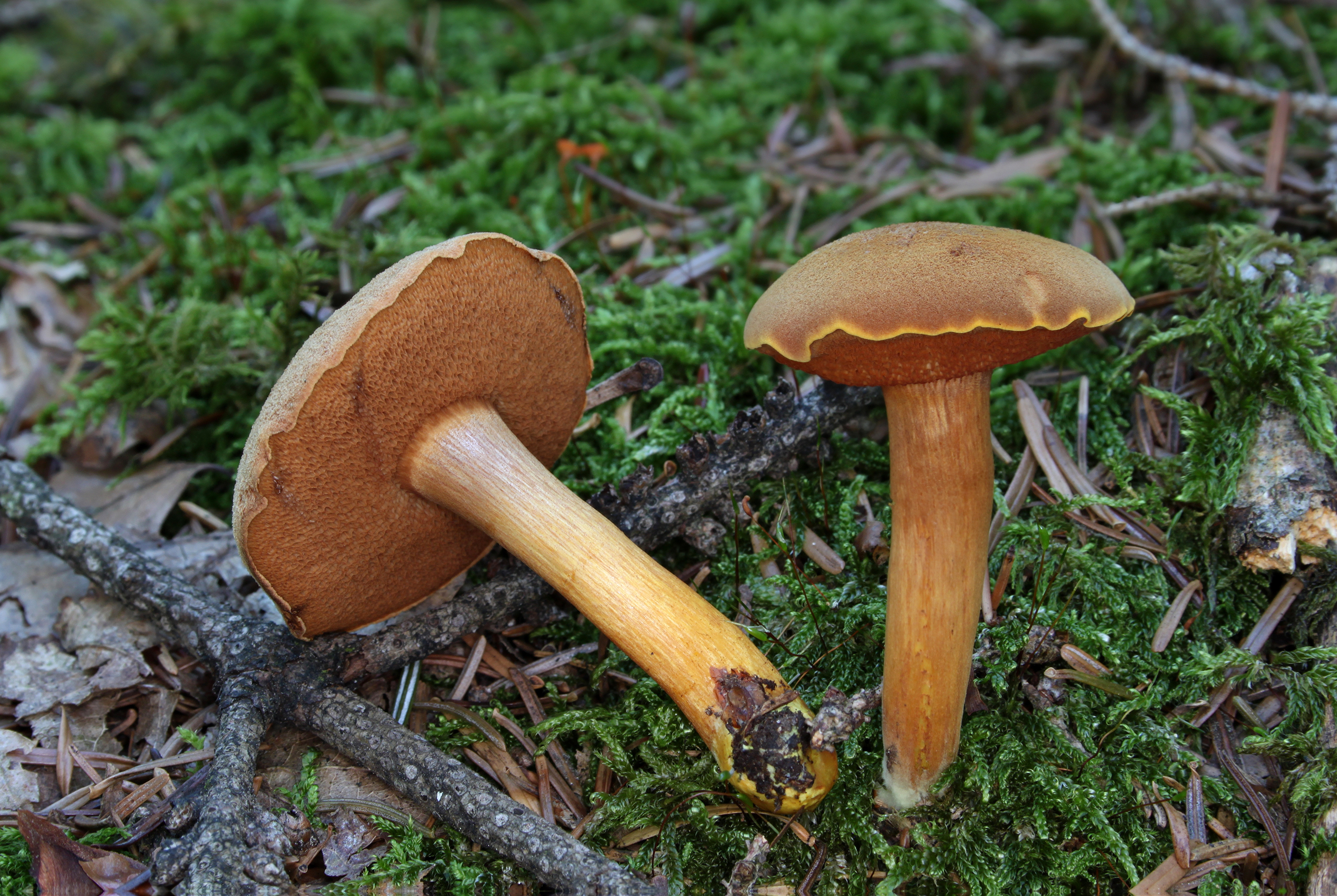
Chalciporus piperatus
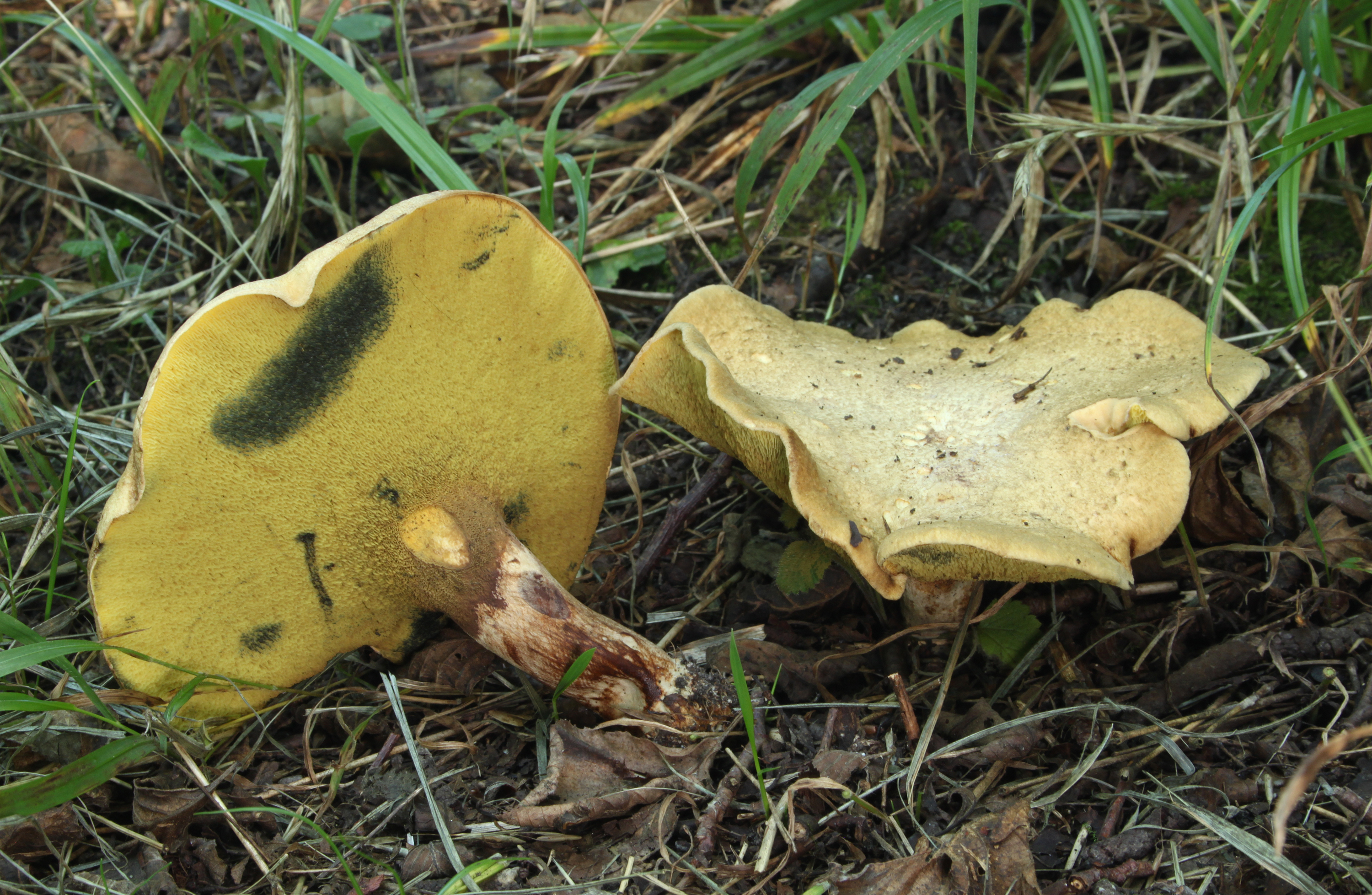
Gyrodon lividus
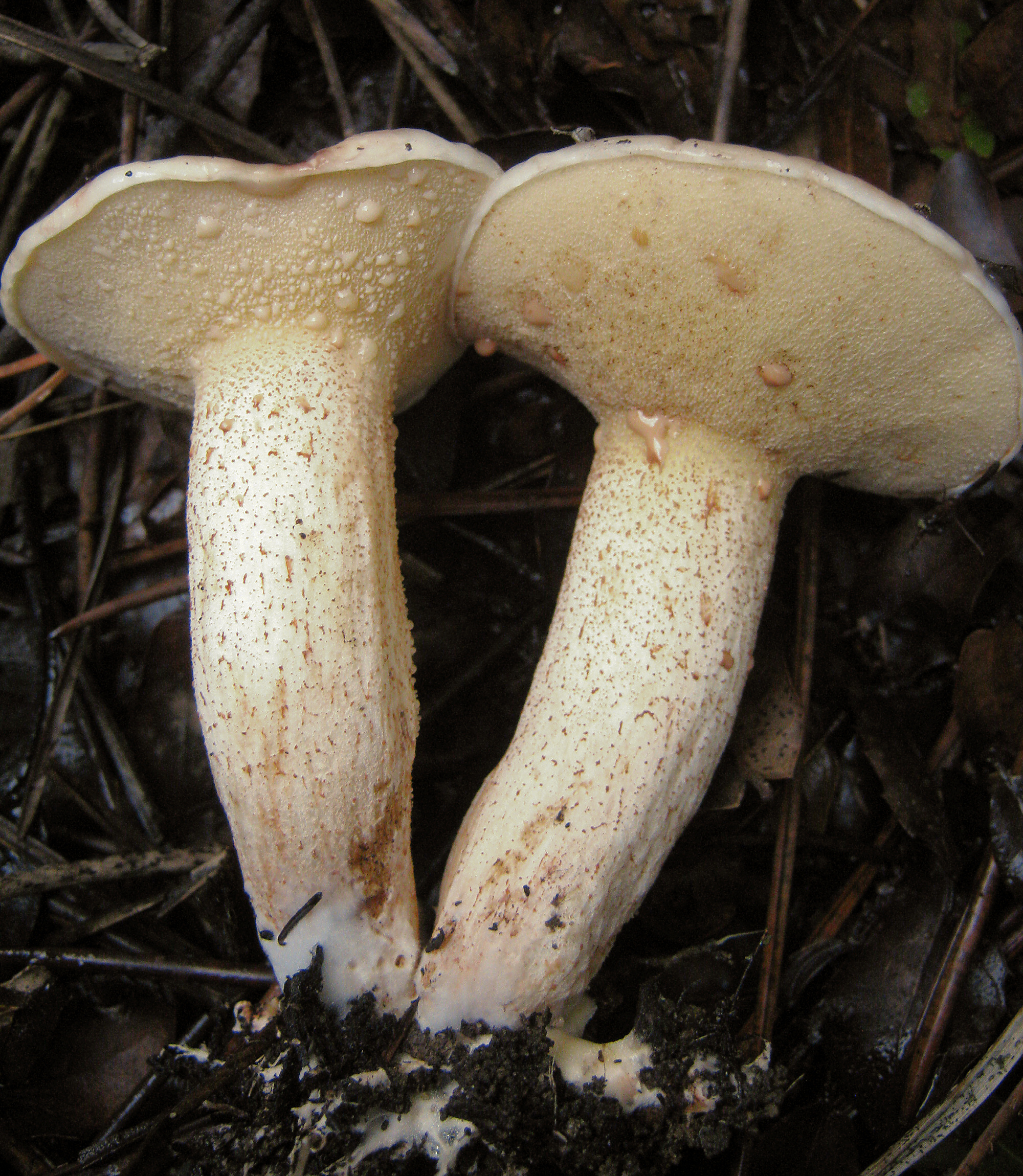
Suillus bellinii
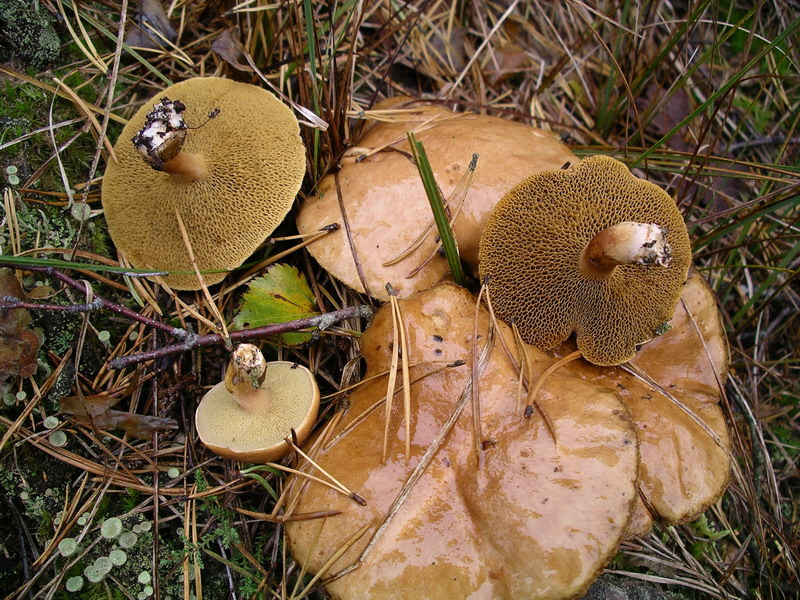
Suillus bovinus
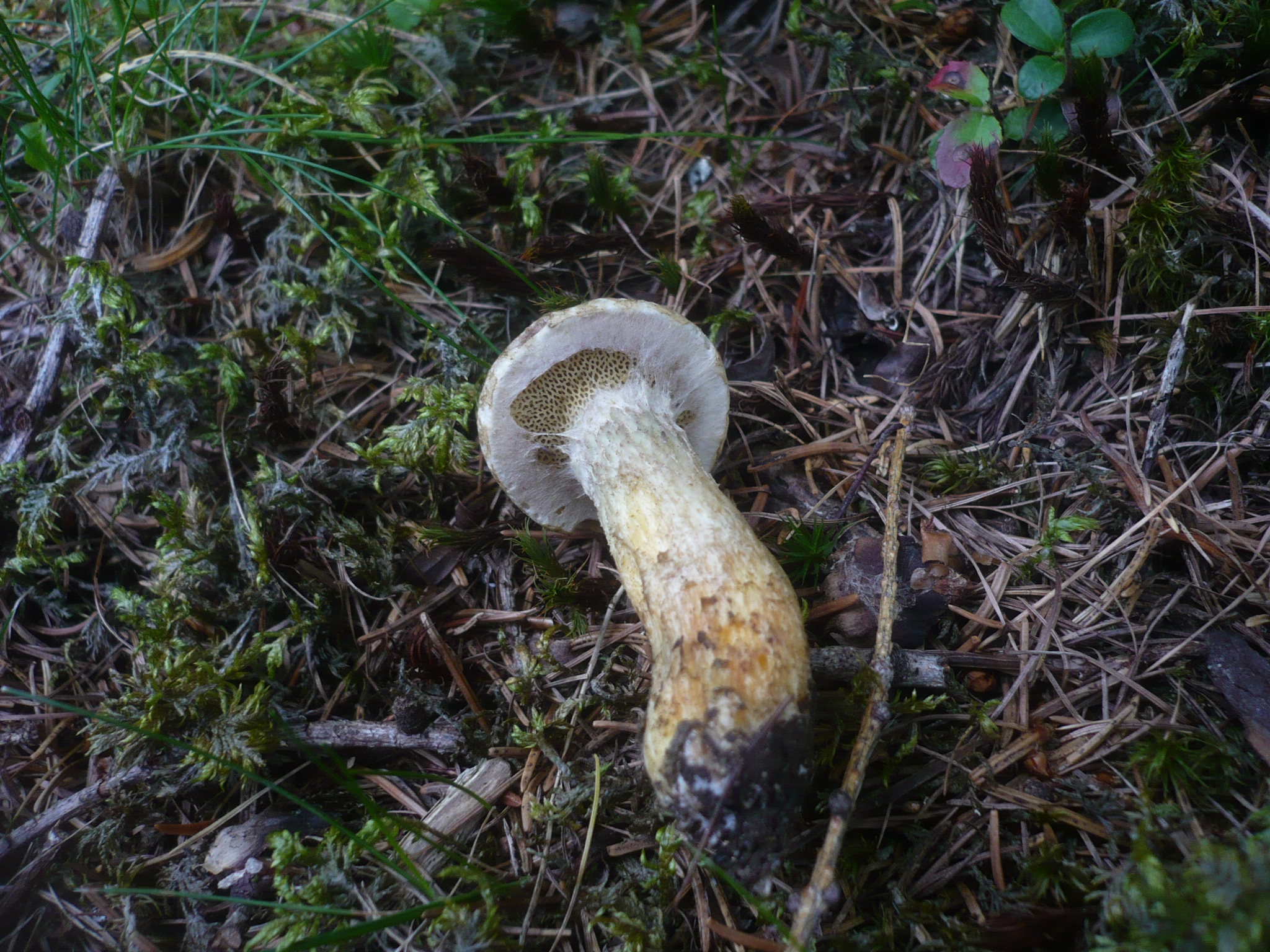
Suillus bresadolae
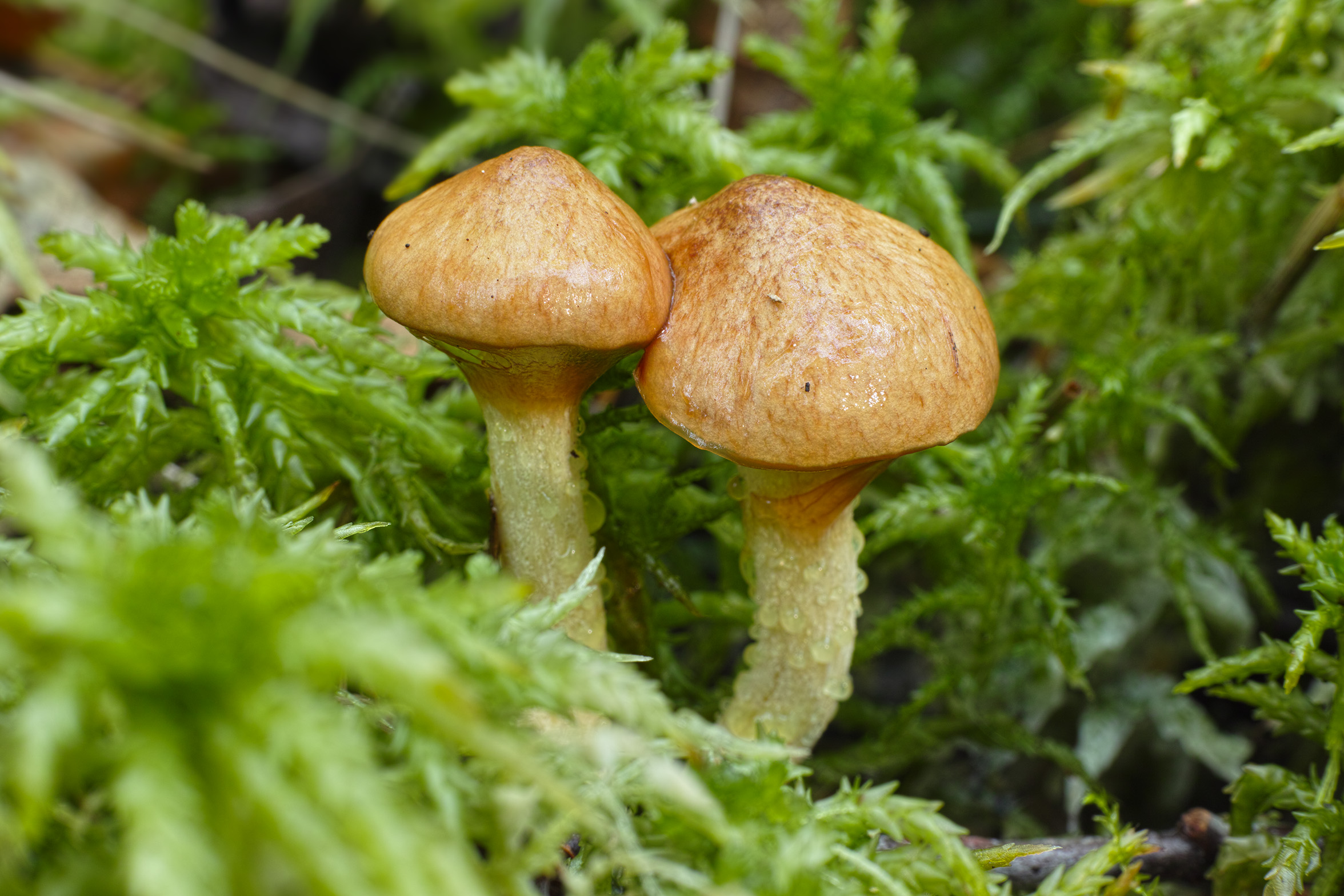
Suillus flavidus
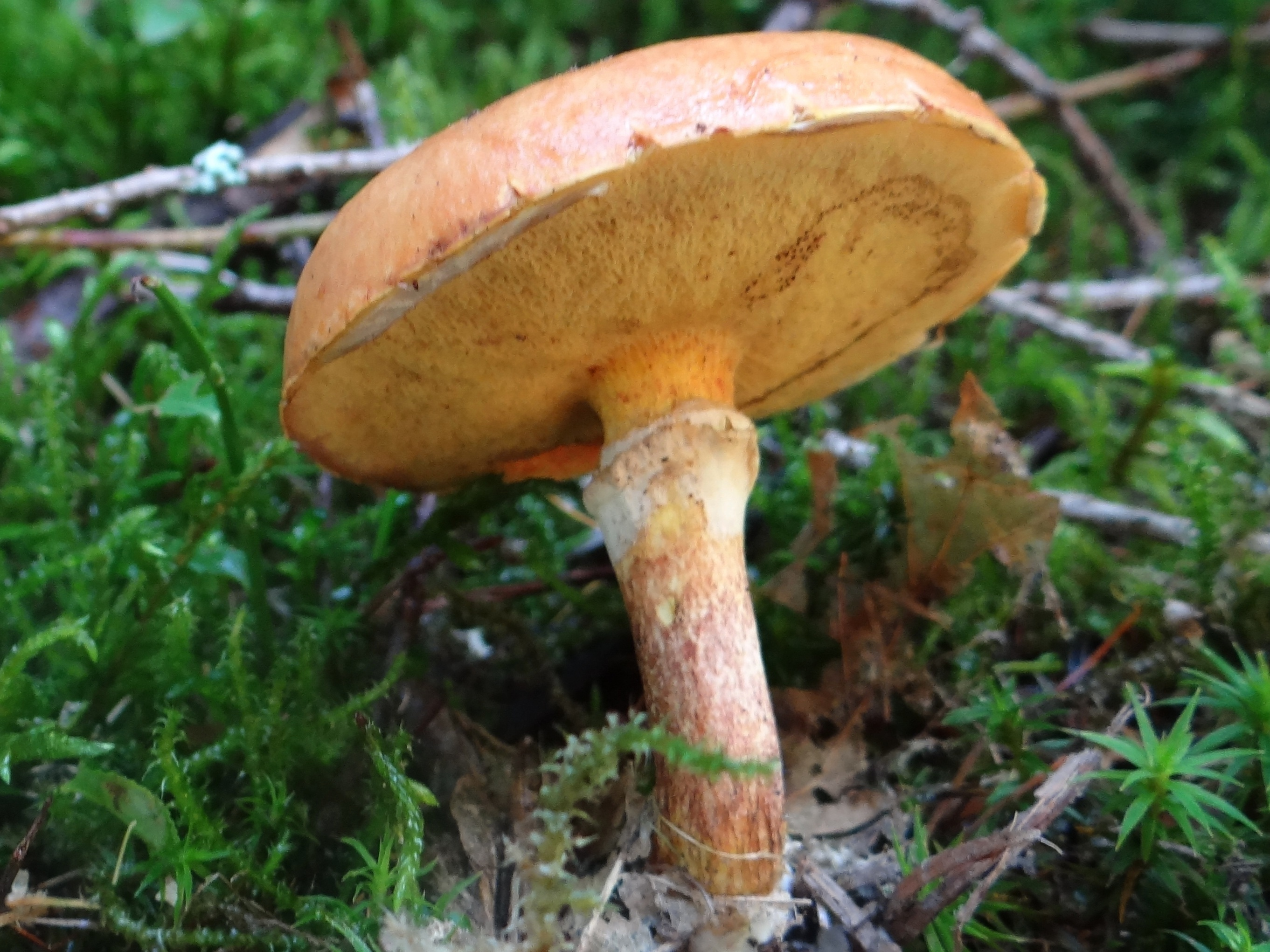
Suillus grevillei

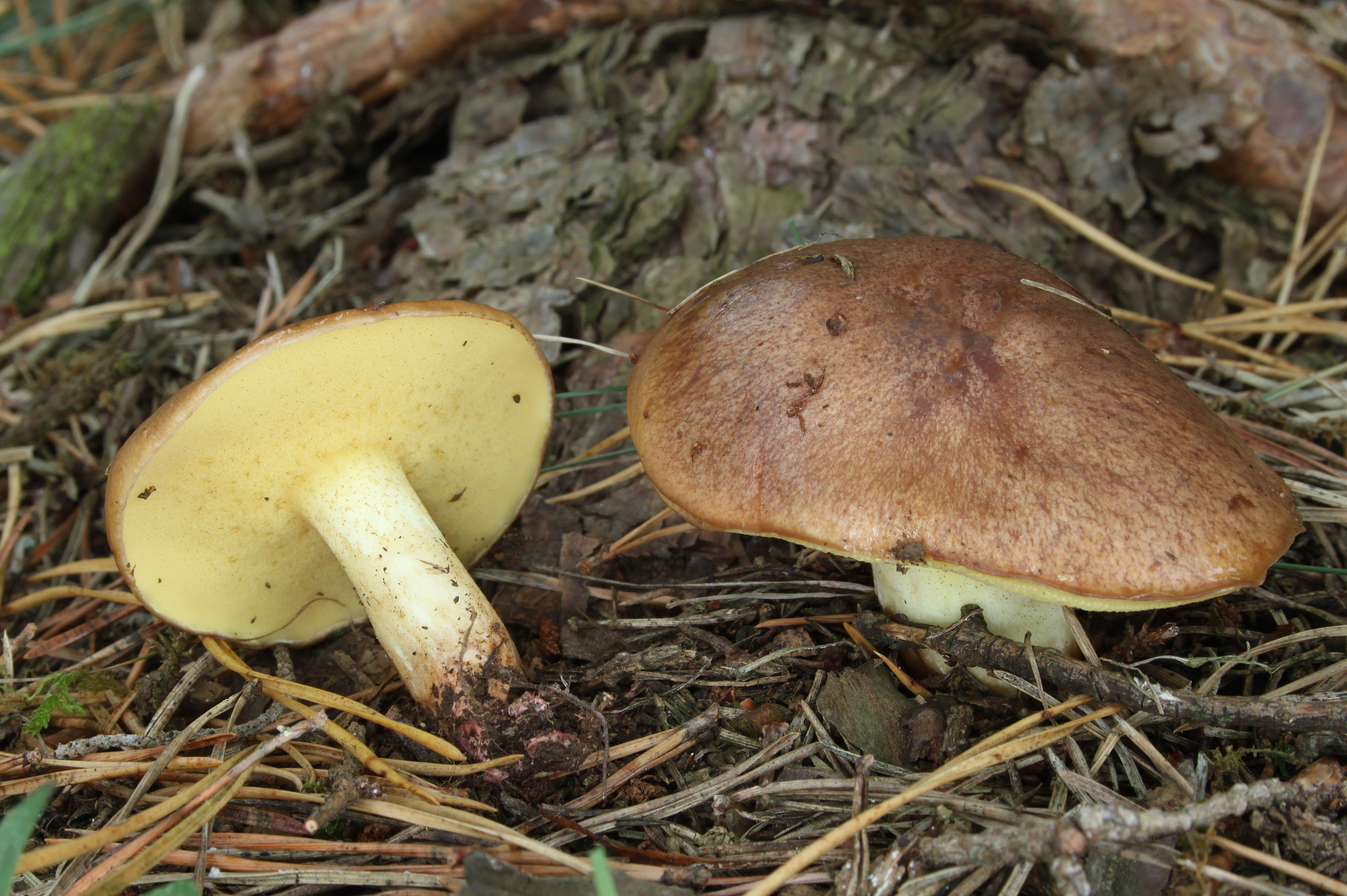
Suillus granulatus
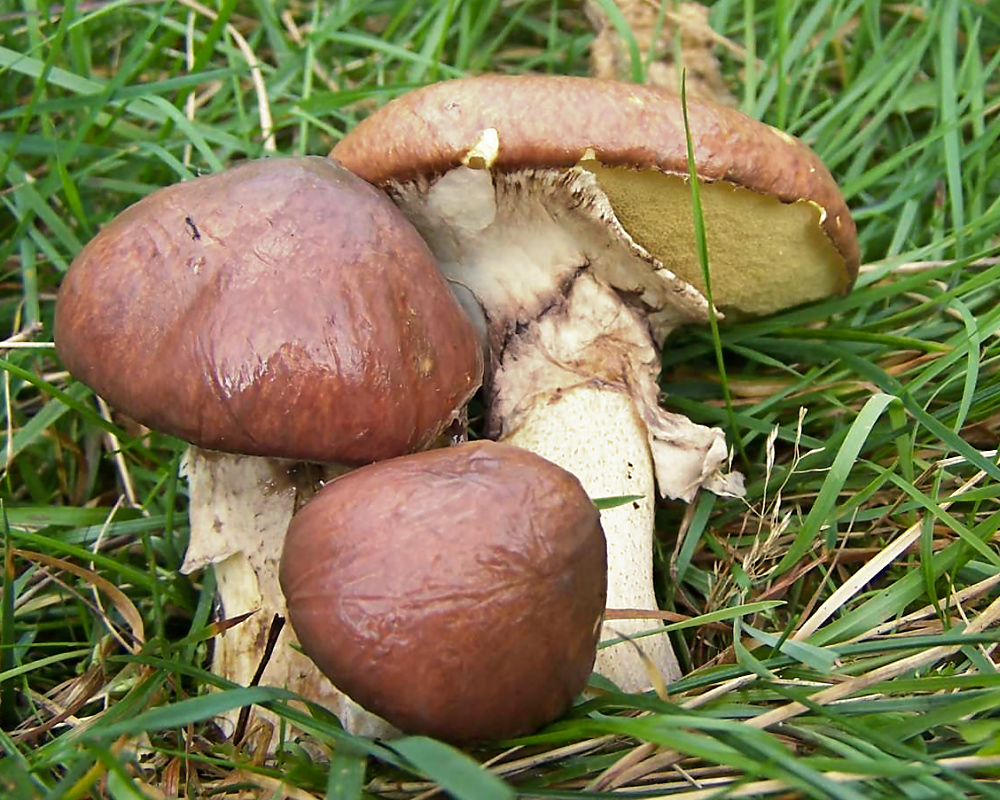
Suillus luteus
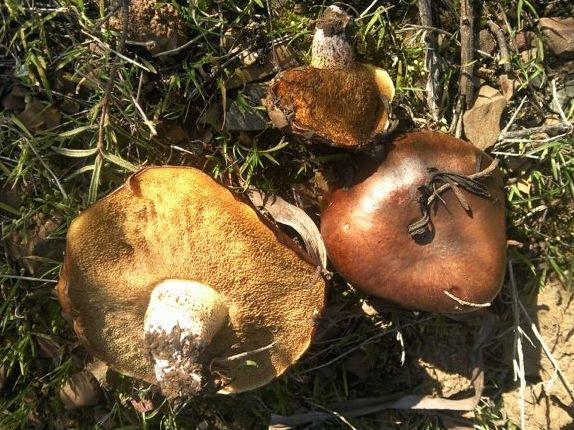
Suillus mediterraneensis sin. Suillus leptopus
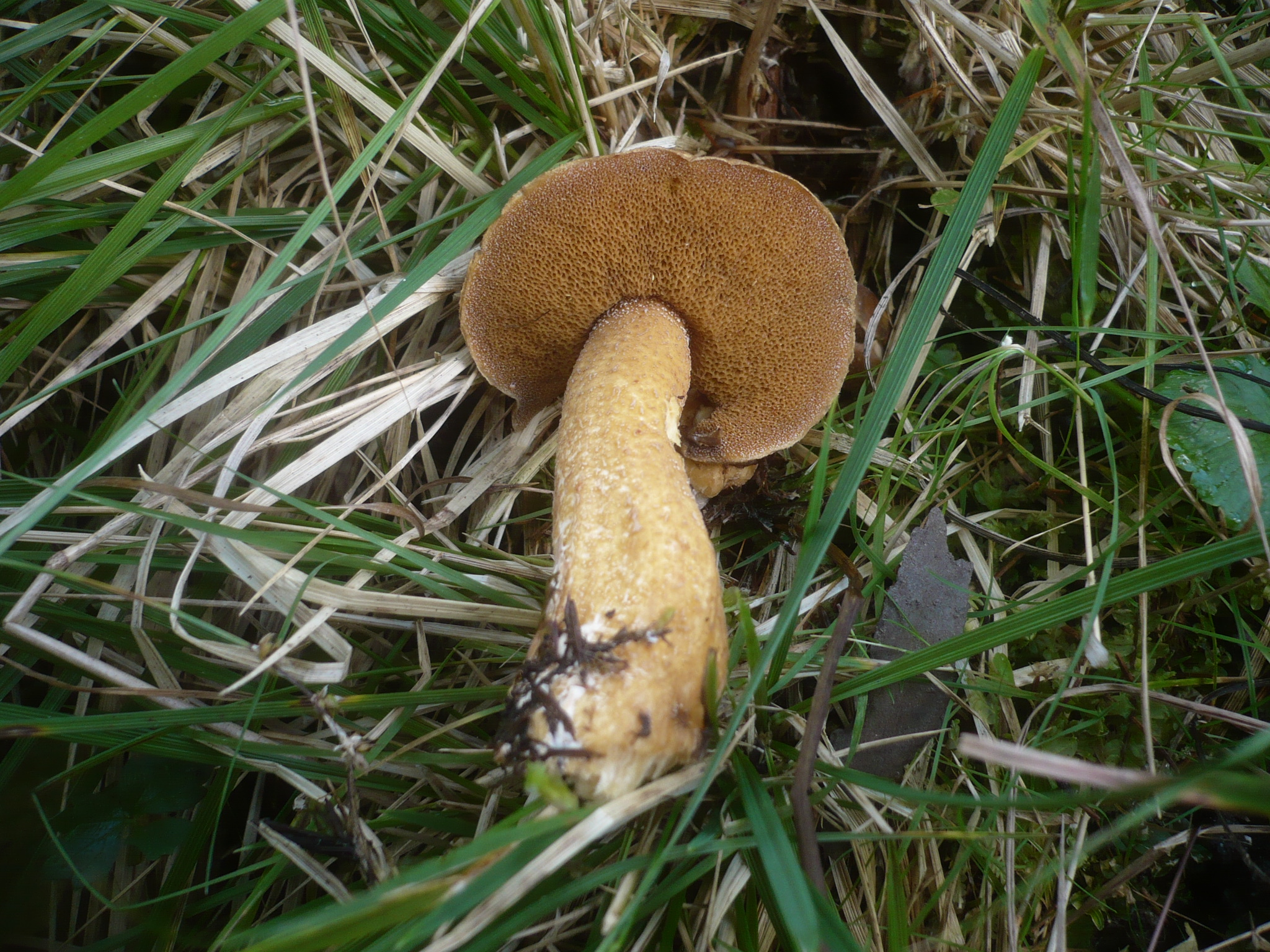
Suillus plorans
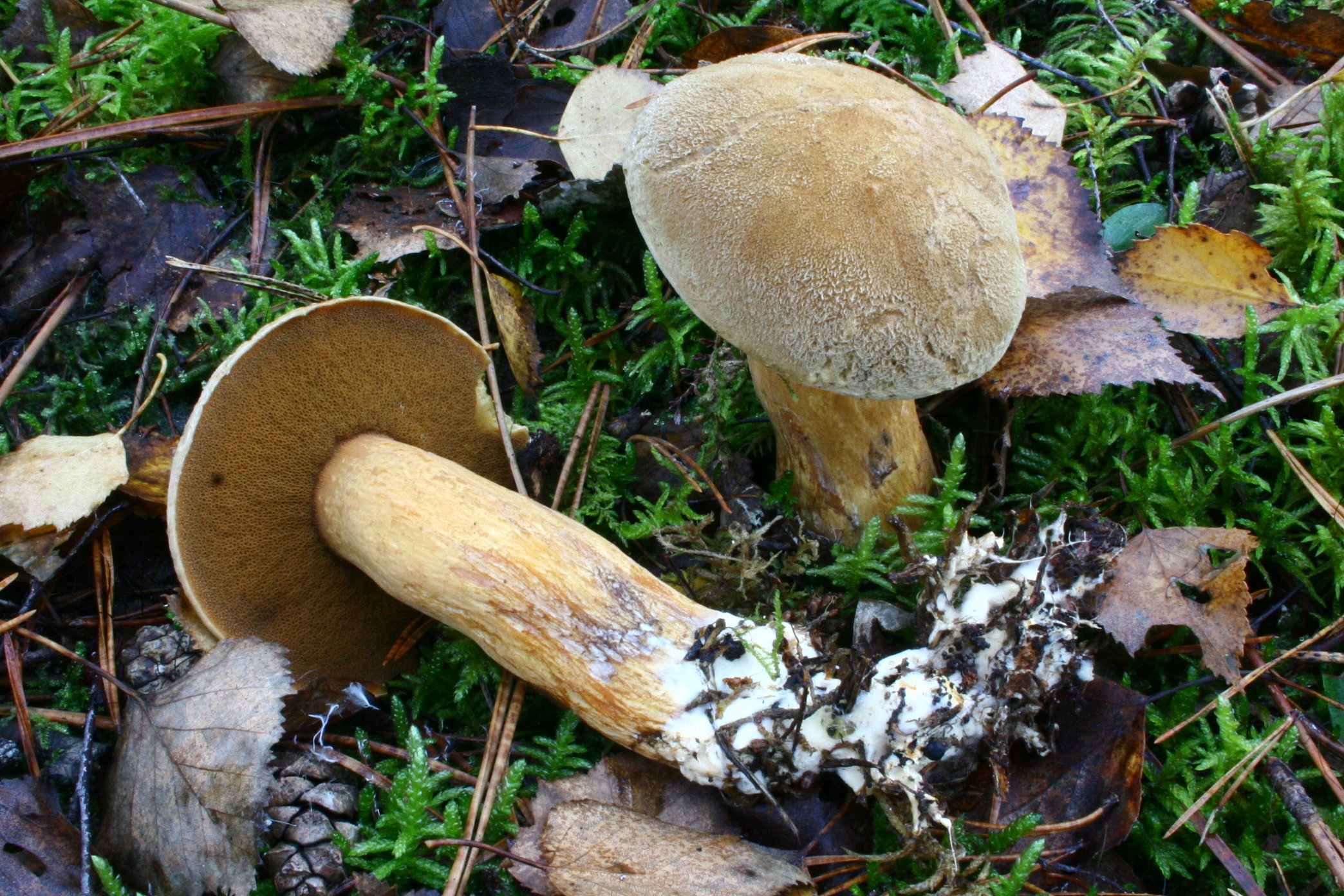
Suillus variegatus
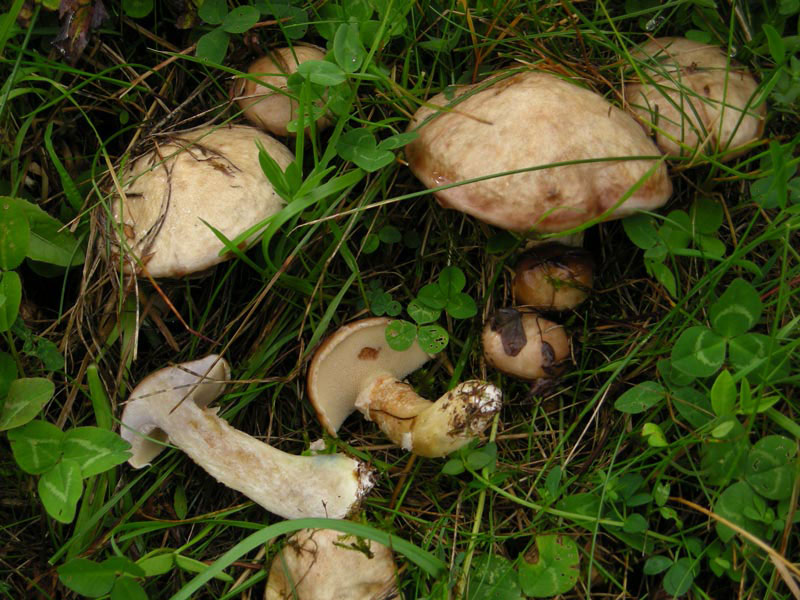
Suillus viscidus
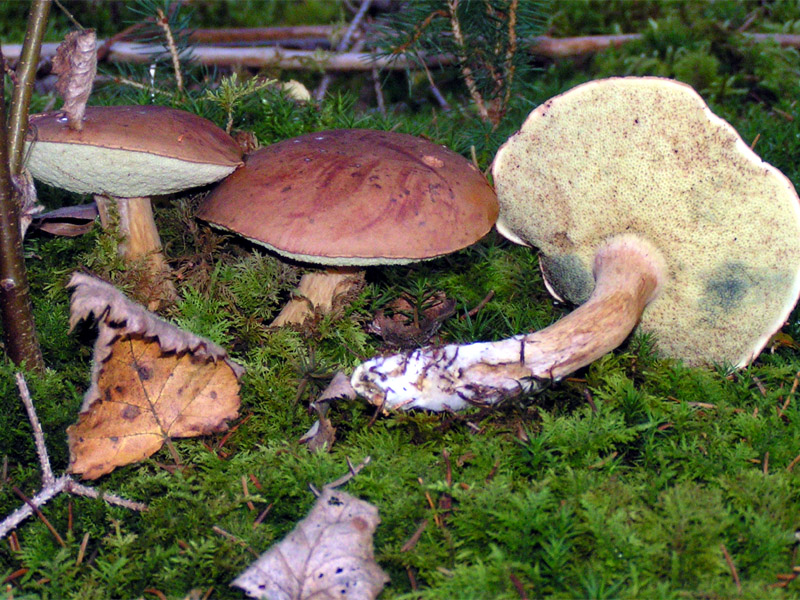
Xerocomus badius
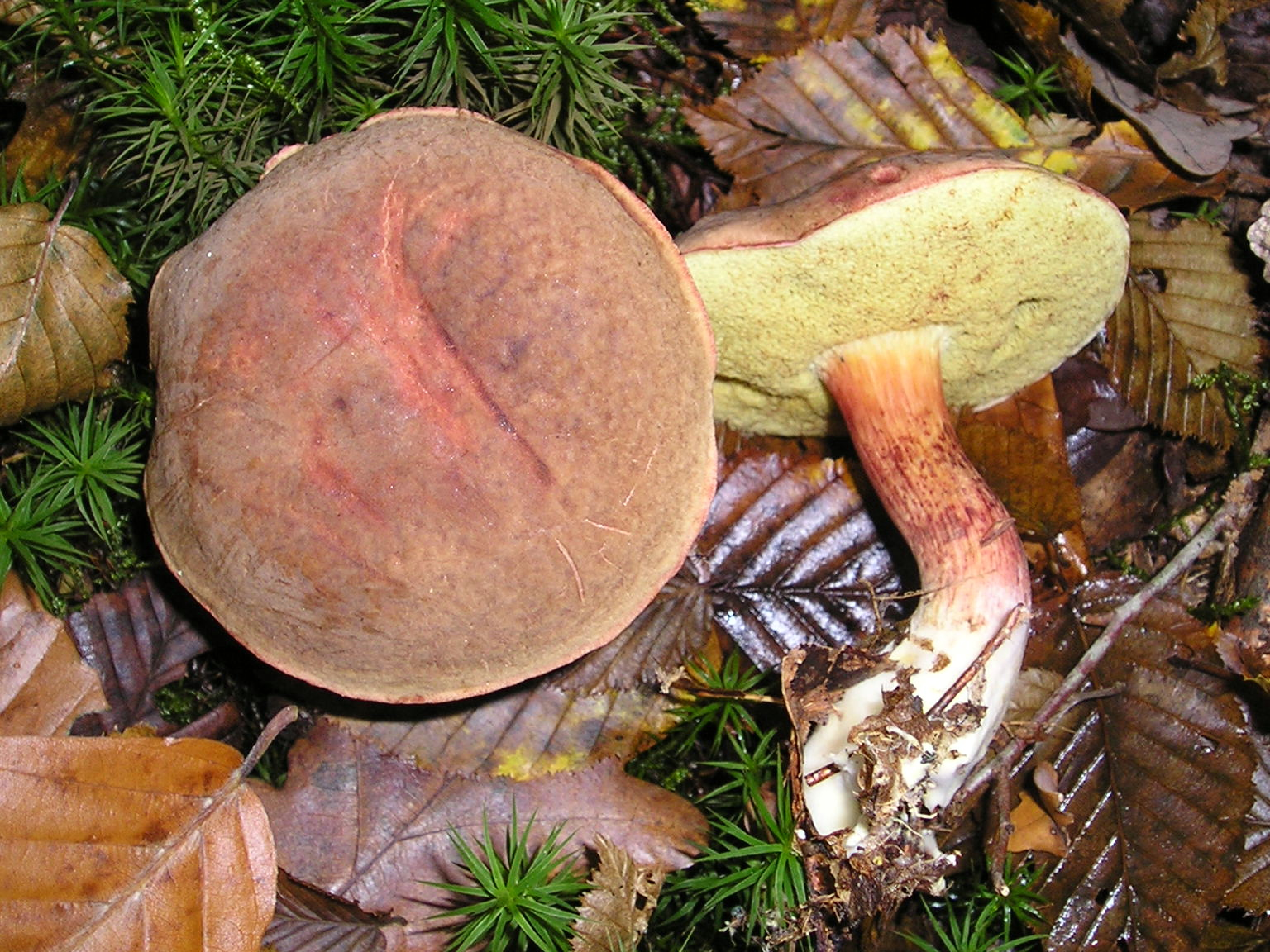
Xerocomus sin. Xerocomellus chrysenteron
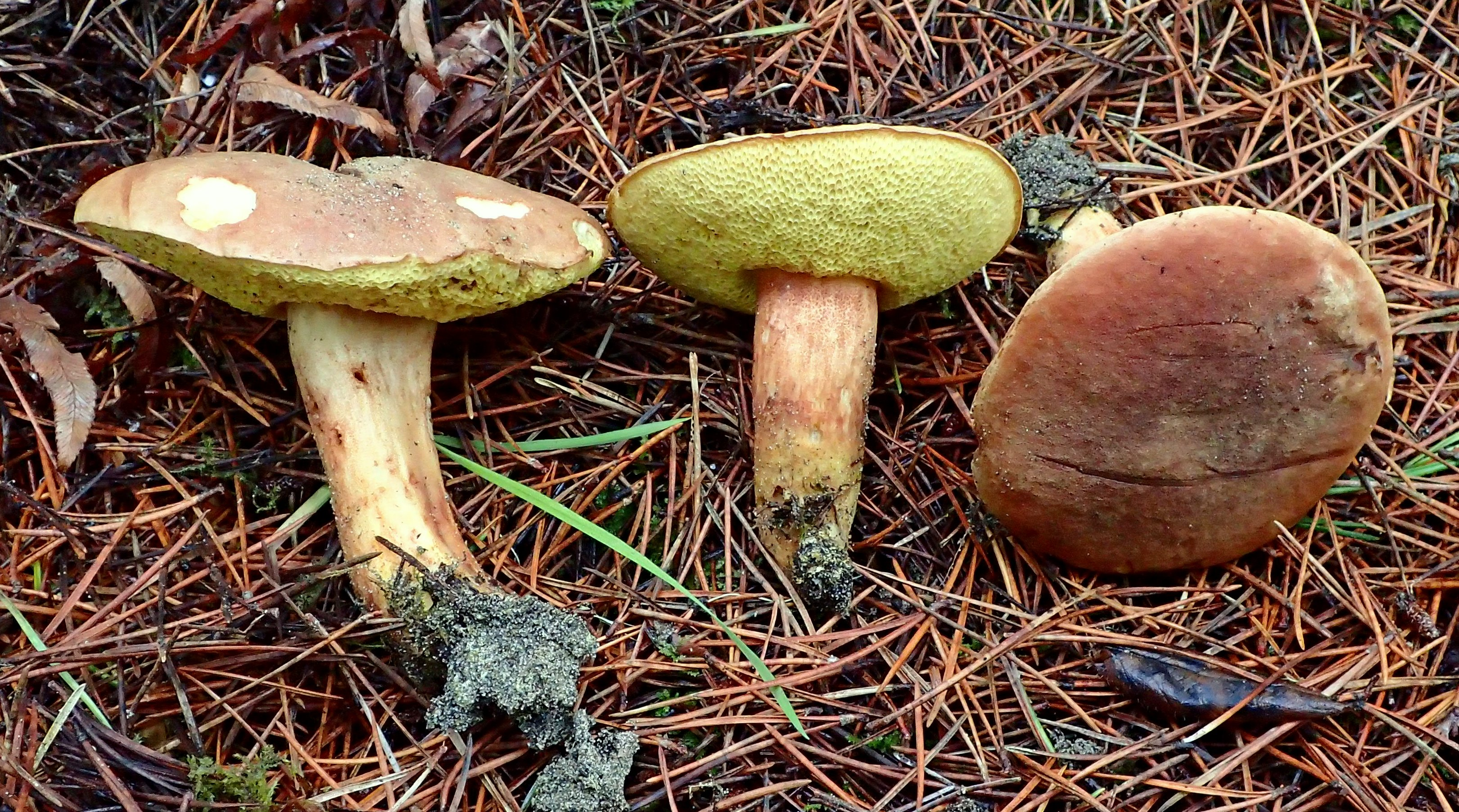
Xerocomus ferrugineus sin. Boletus ferrugineus

## Valorificare
Acest burete este destul de gustos și poate fi pregătit în bucătărie ca hribul murg. La exemplare umede se îndepărtează cuticula lipicioasă (cel mai bine deja în pădure), la cele mai bătrâne și porii. El nu se potrivește pentru uscat. Buretele nu este potrivit de a fi consumat crud pentru că atunci ar putea provoca tulburări gastrointestinale.